# المنطقة 51

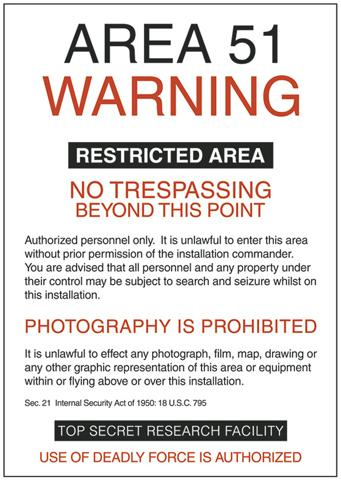
تحذير من دخول المنطقة 51

المنطقة 51 هي الاسم المستعار للقاعدة العسكرية الواقعة في الجزء الجنوبي من ولاية نيفادا في غرب الولايات المتحدة (83 ميلا إلى الشمال الغربي من وسط مدينة لاس فيجاس). ويقع في وسطها على الشاطئ الجنوبي من بحيرة الجرووم مطار عسكري سري ضخم. والهدف الأساسي لبناء هذه القاعدة هو دعم تطوير واختبار الطائرات التجريبية وأنظمة الأسلحة.
تقع القاعدة داخل نطاق القوات الجوية للولايات المتحدة في قاعدة نيفادا للتجارب والتدريب، على الرغم من أن المرافق الموجودة في النطاق تدار من قبل جناح القاعدة الجوية 99 في قاعدة نيليس الجوية، ويبدو أن تشغيل مرفق جرووم كعامل مساعد بمركز الاختبار لطيران القوات الجوية (AFFTC) في قاعدة إدواردز الجوية في صحراء موجافي، حول 186 ميل (300 كـم) الجنوب الشرقي من جرووم، وبناءً على هذا تُعرف القاعدة بمركز الاختيار لطيران القوات الجوية (كتيبة 3).
تشمل الأسماء الأخرى المستخدمة للمرفق دريم لاند، مزرعة الجنة، قاعدة البداية، شريط واترتاون، بحيرة جرووم، ومؤخرا المطار المنزلي. تعد هذه المنطقة جزءاً من منطقة العمليات العسكرية بنيليس، ويُشار إلى المجال الجوى المحظور حول الميدان ب (أر- 4808N)، والمعروفة من قبل الطيارين العسكريين بأنها منطقة «الصندوق».
وكان لدرجة السرية الشديدة التي تحيط بالقاعدة ووجودها على النحو الذي تعترف به حكومة الولايات المتحدة على نحو هزيل، مما جعل مواضيع أخرى لقصص نظريات المؤامرة تتداول وتستمر كعنصر محوري لشيء طائر مجهول (UFO) الفولكلور.

## جغرافيا

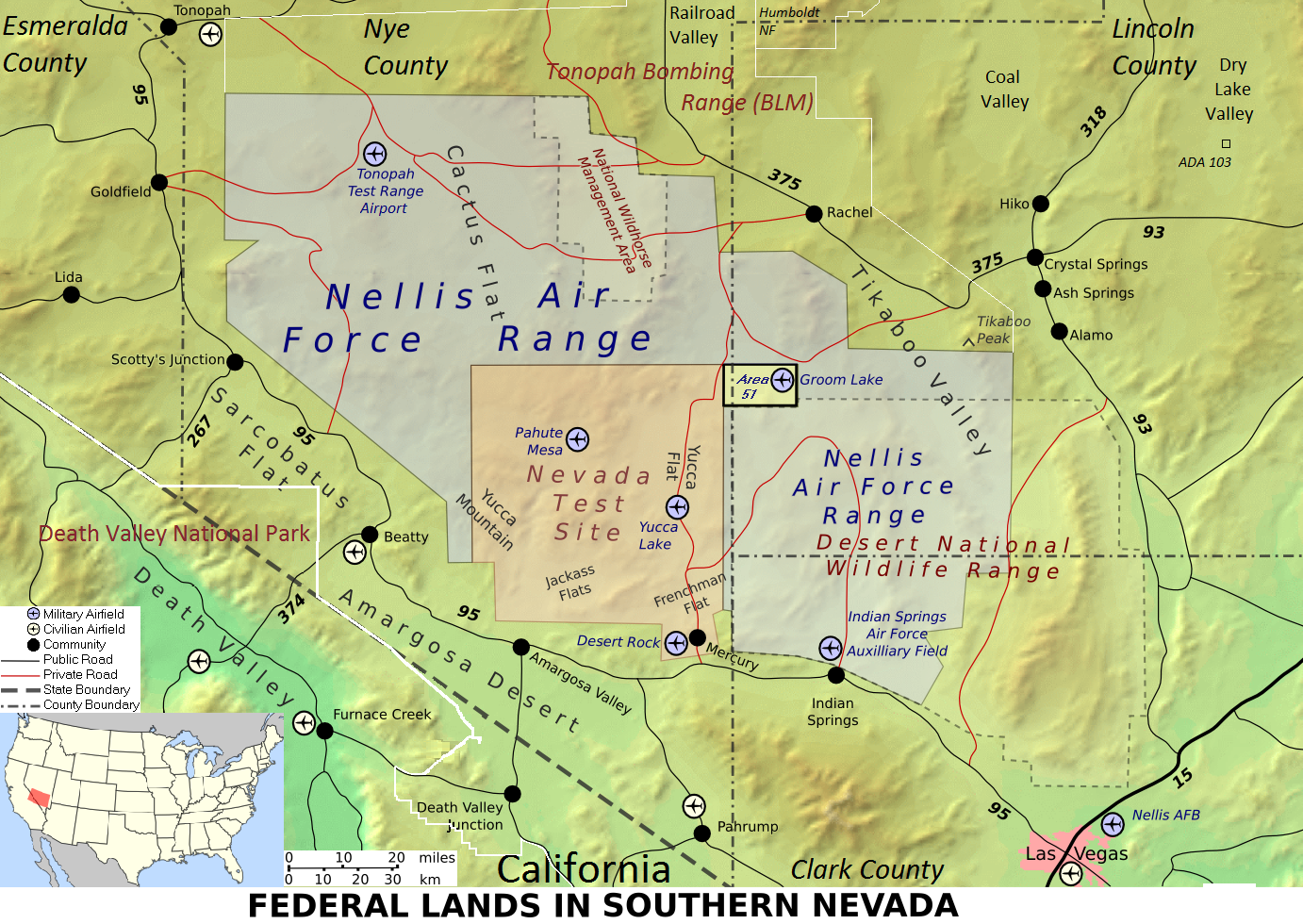
خريطة تبين المنطقة 51، NAFR، وNTSتشترك

المنطقة 51 في الحدود مع منطقة مسطح يوكا من موقع تجارب ولاية نيفادا (NTS)، موقع 739 من التجارب النووية 928 التي أجراها قسم الطاقة بالولايات المتحدة في NTS يقع جبل يوكا للنفايات النووية تقريبا 40 ميل (64 كيلومتر) إلى الجنوب الغربي من بحيرة جرووم.
يستخدم نفس نظام تسمية المنطقة "xx" لأجزاء أخرى من مواقع التجارب في نيفادا.
وتعتبر القاعدة المستطيلة الأصلية من 6 إلى 10 ميل هي الآن جزءا من ما يسمى ب «جرووم», وهى القاعدة المستطيلة من 23 إلى 25.3 ميل من المجال الجوى المحظور. وتتصل المنطقة بشبكة الطرق الداخلية NTS، والطرق الممهدة المؤدية جنوبا إلى ميركري وغربا إلى مسطح يوكا. مما يؤدي شمال شرق البحيرة الي طريق بحيرة جرووم الواسع الجيد الصيانة الذي يمر عبر تلال جمبلد. في السابق كان يؤدي إلى المناجم في حوض جروم، ولكنه تحسن منذ إغلاقها. الطريق المتعرج يمر عبر نقاط التفتيش الأمنية، ولكن المنطقة المحظورة حول قاعدة تمتد أكثر إلى الشرق. بعد خروجه من المنطقة المحظورة، طريق بحيرة جرووم ينحدر شرقا إلى سهل وادي Tikaboo، ويمر على مداخل الطرق الترابية لعدة مزارع مواشي، قبل أن يلتقيا مع الطريق الرئيسى 375، على "الطريق السريع خارج الأرض"، إلى الجنوب من راشيل.

## العمليات في بحيرة جرووم
بحيرة جرووم ليست قاعدة جوية تقليدية، ووحدات الجبهة ليست في العادة منتشرة هناك. بدلا من ذلك تستخدم للتطوير والاختبار، ومراحل التدريب على الطائرات جديدة بمجرد موافقة القوات الجوية للولايات المتحدة عليها أو غيرها من الوكالات مثل وكالة الاستخبارات المركزية، وتشغيل الطائرات التي تجري عادة من قاعدة القوات الجوية العادية.
حصلت أقمار التجسس السوفياتية على صور فوتوغرافية لمنطقة بحيرة جرووم من خلال ذروة الحرب الباردة، وبعد ذلك، اظهرت الأقمار الصناعية المدنية صورا تفصيلية للقاعدة وضواحيها. دعمت هذه الصور الاستنتاجات المتواضعة فقط حول القاعدة، وهي صور تشمل قاعدة بلا وصف، ولمهبط طويل للطائرات وحظائر طائرات وبحيرة.

### يو 2 البرنامج
بحيرة جرووم كانت تستخدم للقصف المدفعي والتدريب على أنظمة المدفعية خلال الحرب العالمية الثانية، ولكن تخل عنها بعد ذلك حتى نيسان/أبريل 1955، عندما اختير من قبل فريق لوكهيد اسكنك كموقع مثالي لاختبار لوكهيد يو-2 - 2 وهي طائرة تجسس قاع البحيرة قدم الشروط المثالية التي يمكن فيها عمل اختبارات الطائرات المزعجة، من ارتفاع سلسلة جبال وادي الإيمجرانت ومحيط NTS يحمي موقع الاختبار من أعين المتطفلين والتدخل الخارجي.
شيدت لوكهيد قاعدة مؤقتة في الموقع، ثم عرفت باسم الموقع الثاني أو «المزرعة»، التي تتألف من أكثر بقليل من بضعة مخابئ، وحلقات عمل ومنازل متنقلة لفريقها الصغير. في ثلاثة أشهر فقط شيد مدرج طوله 5000  ودخل الخدمة بحلول تموز / يوليو 1955. حصلت المزرعة على تسليم أول يو 2 في 24 يوليو، 1955 من بوربانك على سي 124 جلوب ماستر الثاني طائرة شحن، يرافقه فنيي وكهيد على دي سي 3. انطلق أول يو - 2 من الجرووم في 4 أغسطس، 1955. بدأت عمليات تحليق أسطول يو 2 تحت سيطرة وكالة المخابرات المركزية الأمريكية في الأجواء السوفياتية بحلول منتصف عام 1956.
خلال هذه الفترة، واصلت NTS تنفيذ سلسلة من التفجيرات النووية في الغلاف الجوي. عمليات يو 2 طوال عامي 1957 كثيرا ما تعطلت بسبب سلسلة Plumbbob من التجارب النووية، والتي فجرت أكثر من دستتين من أجهزة NTS. وانفجار Plumbbob - هود يوم 5 يوليو أدى إلى تداعيات متناثرة في الجروم وأدت إلى إجلاء مؤقت.

### برنامج البلاك بيرد
حتى قبل اكتمال تطور يو 2، بدأ العمل في شركة لوكهيد كجزء من وكالة المخابرات المركزية لمشروع اوكسكارت الذي ينطوي على و- 12 - أ ماخ -3 عالية الارتفاع للاستطلاع للطائرات التي أصبحت بعد ذلك السلاح الجوي الأميركي الشهير لوكهيد إس آر-71 بلاك بيرد وخصائص رحلة البلاكبيرد ومتطلبات الصيانة تحتاج الي التوسع الهائل من المرافق والمدارج في بحيرة جرووم. لأول مرة حلقت آ- 12 على الجرووم في عام 1962، حيث تم اطالت المدرج الرئيسي 8,500 قدم (2,600 م)، وتضخيم القاعدة مكملا لأكثر من 1,000 فردا. حيث تغذي الدبابات وبرج المراقبة، وماس البيسبول. وتم تعزيز الأمن لحد كبير والمناجم المدنية الصغيرة في حوض الجرووم اغلقت، والمنطقة المحيطة بها أصبح حكرا على العسكريين. شهد الجرووم أول رحلة من الكثير من المتغيرات الرئيسية للبلاكبيرد: أ- 12، وفشل ويلافن - 12والبديل الاعتراضي، وعلى مد 21 البلاكبيرد القائم على مشروع بدون طيار. وظل أ - 12 عند بحيرة جرووم حتى عام 1968. (أول إس آر-71 حلقت في بالمدال، ولاية كاليفورنيا).

### برنامج Blue/F-11
لوكهيد بها نموذج مقاتلات أزرق ستيلث (أصغر إثبات اف 117 البومة) أول طيران على الجرووم في ديسمبر كانون الأول عام 1977. اختبار سلسلة من النماذج فائقة السرية استمر هناك حتى منتصف عام 1981، عندما انتقلت إلى اختبار إنتاج أول من طراز / اف 117 مقاتلة من طراز الشبح. بالإضافة إلى رحلة الاختبار، يقوم رادار الجرووم النمطي، وتجارب إف 117 على الأسلحة، وكان موقع لتدريب أول مجموعة من الخطوط الامامية للقوات الجوية و 117 من الطيارين. بعد ذلك، لا تزال العمليات النشطة البالغة السرية اف - 117 تنقل إلى مطار تونوبا لاختبار المدى، وأخيرا إلى قاعدة هولمان الجوية.

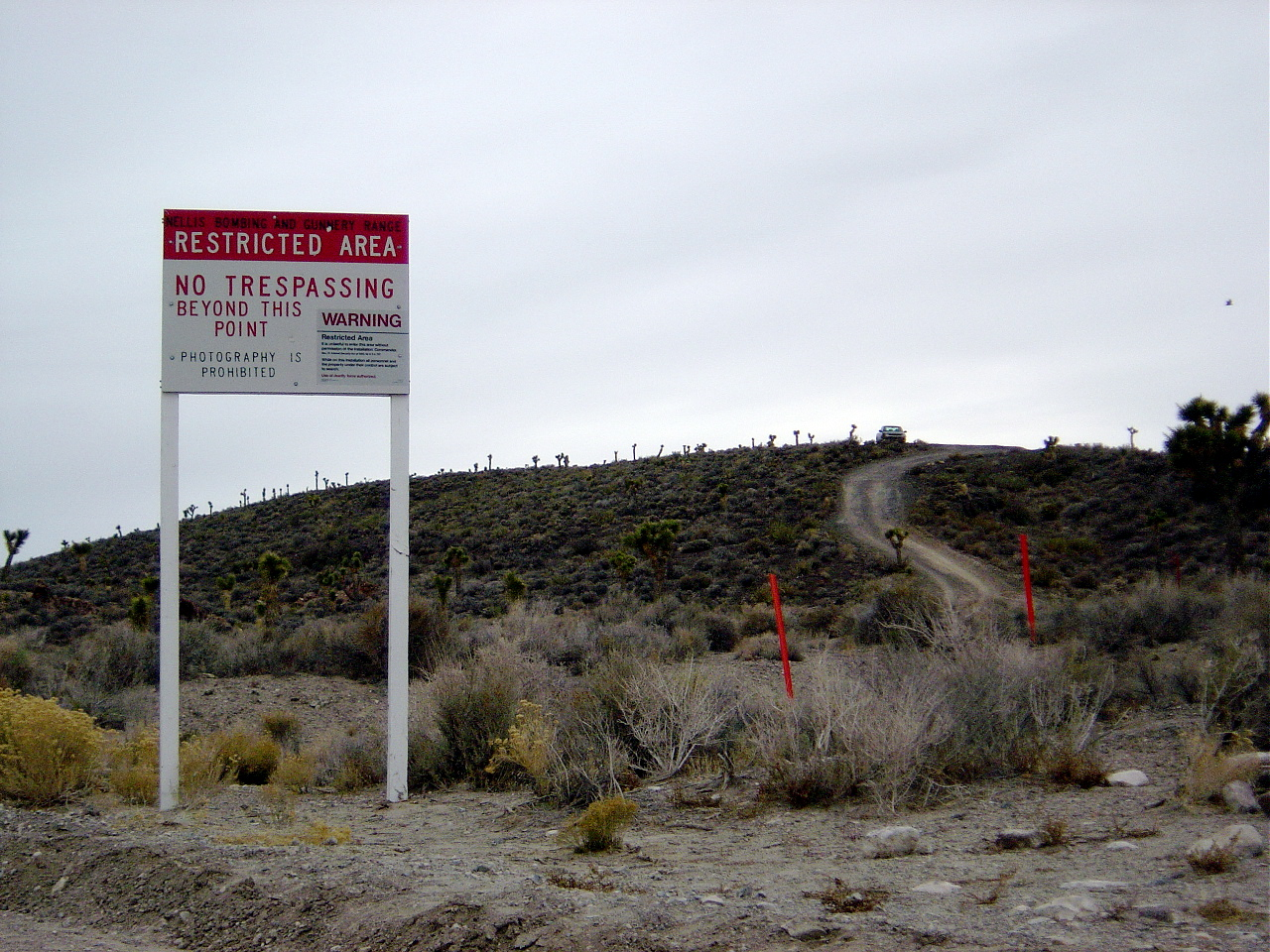
51 منطقة الحدود وعلامة تحذير تفيد "ممنوع التصوير" و"استخدام القوة المميتة مصرح به" وفقا لأحكام لعام 1950 ماكاران قانون الأمن الداخلي. مركبة حكومية هي واقفة على قمة التل، ومن هناك، وضباط أمن التقيد بنهج بحيرة جرووم.

### العمليات الاخرى
منذ ان دخلت اف 117 حيز التنفيذ في عام 1983، والعمليات في بحيرة الجرووم استمرت. القاعدة وما يرتبط به من المدرج النظام توسعت  في عام 1995، وسعت الحكومة الفدرالية منطقة الاستبعاد حول القاعدة لتشمل الجبال القريبة التي كانت في المعطاة لائقة فقط نغفل للقاعدة، وحظر الوصول إلى 3,972 دونم من الأراضي التي كانت تدار من قبل مكتب إدارة الأراضي.
خدمة المسافر يتم توفيرها على طول الطريق من قبل بحيرة جرووم عن طر يق حافلة، ومطاعم لعدد صغير من الموظفين الذين يعيشون في مجتمعات صغيرة عدة خارج حدود NTS (على الرغم من أنه ليس من الواضح ما إذا كان هؤلاء العمال يعملون في الجرووم أو في مرافق أخرى في NTS). الحافلة تسير في طريق بحيرة جرووم وتتوقف عند كريستال سبيرينغز، أش سبيرينغز، وألامو، والحدائق العامة في قاعة محكمة ألامو بين عشية وضحاها.

## مدارج الطائرات
القاعدة بها سبعة مدارج بما في ذلك تلك التي تبدو الآن مغلقة. المدرج المغلق 14R/32L، هو أيضا إلى حد ما الأطول ويبلغ إجمالي طوله حوالي 7,100 متر (23,300 قدم)، وليس به مناطق توقف. المدارج الأخرى عبارة عن مدرجين الأسفلت، و14L/32R الذي يبلغ طوله 3,650 متر (12,000 قدم) 12/30 والذي يبلغ طوله 1,650 متر (5,400 قدم)، وأربعة مدرجات واقعة على بحيرة سولت. هذه المدارج الأربعة هي 09L/27R و09R/27L، وكلاهما ما يقرب من 3,500 متر (+11450 قدم)، و03L/21R و03R/21L، وكلاهما حوالي 3,050 متر (10,000 قدم). القاعدة أيضا بها مهبط لطائرات الهليكوبتر.
في ديسمبر 2007 ولاحظ الطيارون أن القاعدة ظهرت في نظم الملاحة طائراتهم بأحدث تنقيح لقاعدة البيانات جيبيسين مع منظمة الطيران المدني الدولي المعرف المطار مدونة KXTA وسرد ك«المطار الزميل». الإفراج ربما غير المقصود عن بيانات المطار أدى إلى المشورة من جمعية اصحاب الطائرات والطيارين (AOPA) ان الطيار يحذر صراحة من KXTA، وليس بوصفه نقطة بالطريق أو جهة للرحلة على الرغم من أنه يبدو الآن في أماكن قواعد بيانات الملاحة العامة.

## الحكومة الأمريكية على مواقع في المنطقة 51

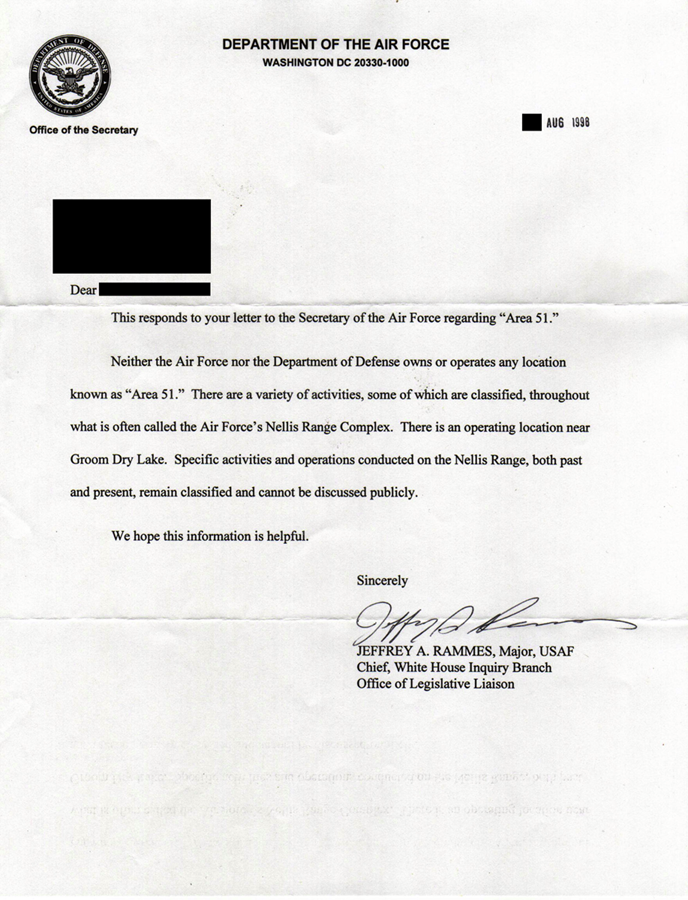
رسالة من السلاح الجوي الاميركي ردا على استفسار عن المنطقة 51

الحكومة الاتحادية تقر ضمنا (في المحاكم المختلفة والتوجيهات الحكومية) أن القوات الجوية الأمريكية لديها «تشغيل موقع» بالقرب من البحيرة، لكنه لا يقدم أية معلومات إضافية.
على عكس الكثير من حدود نيليس، والمنطقة المحيطة بها في البحيرة بشكل دائم خارج الحدود سواء على المدنيين وطبيعية حركة الطيران العسكري. محطات الرادار لحماية المنطقة، والأفراد غير مصرح بها سرعان ما تطرد. حتى طيارين التدريب العسكري في خطر NAFR إجراءات التأديبية إذا تواجدوا بطريق الخطأ في «المربع» الحضور للجرووم والأجواء المحيطة بها.

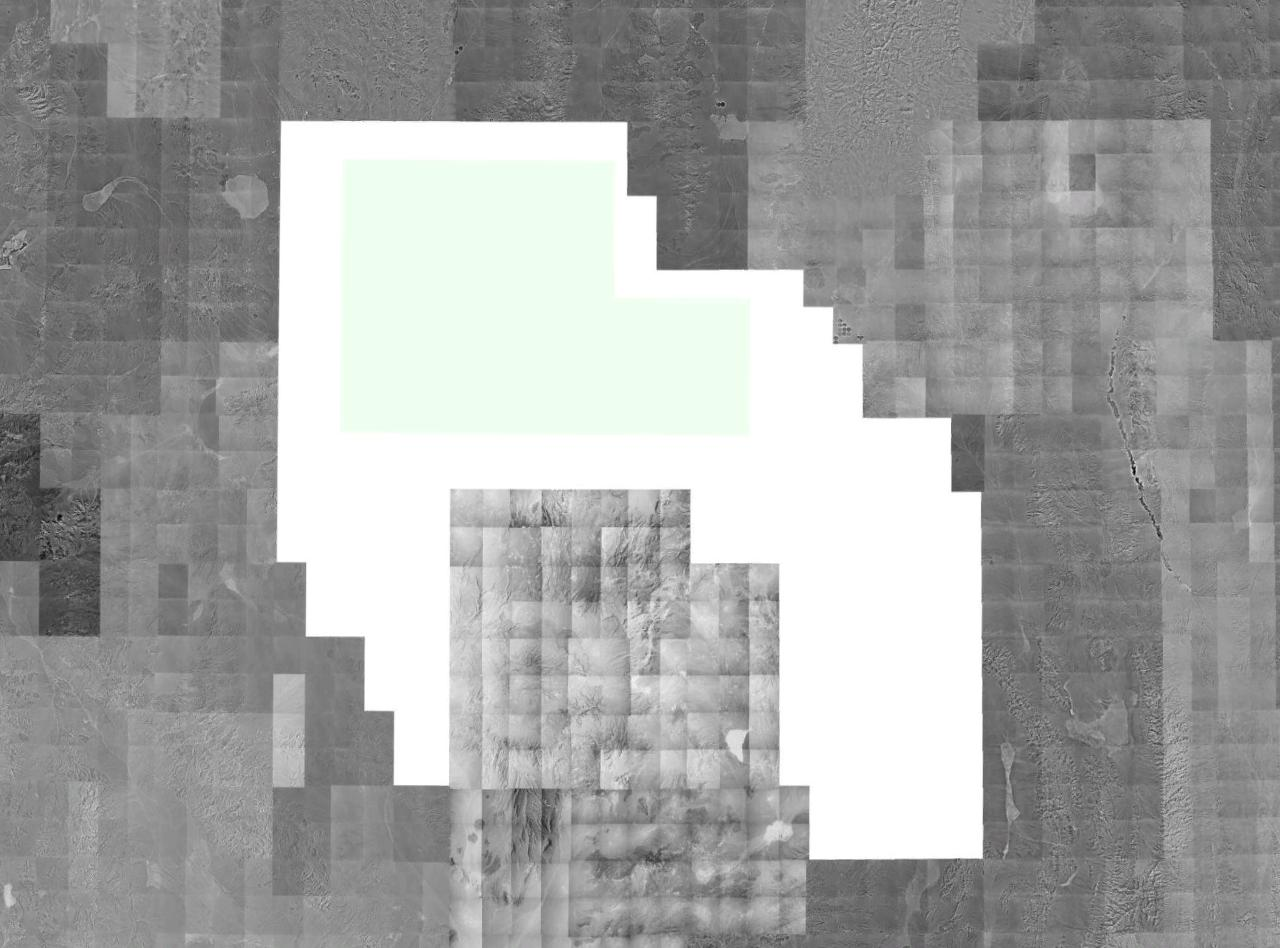
والمونتاج لهيئة المسح الجيولوجي الأمريكية المتاحة التصوير بالاقمار الصناعية تظهر جنوب ولاية نيفادا. في NTS والأراضي المحيطة بها مرئية، وNAFR والأراضي المجاورة قد أزيلت

 محيط المنطقة الأمنية يتم توفيرها من قبل حراس أمن خاصة تعمل لصالح الأمن الباطن واكنهنت،  الذين يقومون بدوريات في الصحراء للجيب شيروكي وعربات همفي، ومؤخرا، فورد إف 150 بيك آببلون الشمبانيا وتشيفي رمادي 4X4 بيك آب 2500. على الرغم من أن الحراس المسلحين ب M16s، للمواجهات العنيفة في المنطقة 51 يتم الإبلاغ عن وبدلا من ذلك، يقوم الحرس بتتبع الزوار عموما بالقرب من محيط وابلاغ شريف مقاطعة لينكولن. القوة المقاتلة يؤذن لها بالتحرك ضد المخالفين بمحاولة خرق المجال ولا يستجيبون لتحذيرات بالتوقف. غرامات من حوالي 600 دولار المسار الطبيعي للجزاء، على الرغم من بعض الزوار والصحفيين يتلقي تقارير زيارات متتابعة من مكتب التحقيقات الفدرالي وكلاء. بعض المراقبين قد اعتقلوا على الأراضي لوجود معدات تصوير في القاعدة. وتكتمل المراقبة باستخدام أجهزة تحسس للحركة المدفونة ، وهليكوبتر سمو - 60 باف هوك.
القاعدة لا تظهر على الخرائط العامة للحكومة الأمريكية؛  الخريطة الطبوغرافية لهيئة المسح الجيولوجي الأمريكية في المنطقة لا تظهر الجرووم الا علي هيئة منجم مهجور منذ فترة طويلة. مخطط الطيران المدني الذي نشرته وزارة النقل من ولاية نيفادا يظهر مساحة واسعة محظورة، ، ولكنها تعرف على أنها جزء من المجال الجوي المحظور لنيليس. الخرائط الملاحية الجوية الرسمية تظهر منطقة بحيرة الجرووم ولكنها حذفت مرافق المطار. وبالمثل، فإن بالأطلس الوطني صفحة تظهر الأراضي الاتحادية في ولاية نيفادا  لا تمييز بين كتلة الجرووم وأجزاء أخرى من مجموعة نيليس. على الرغم من رفع السرية عنها رسميا، في الفيلم الأصلي الذي اتخذته الولايات المتحدة كورونا قمر صناعي للتجسس في 1960 قد تم تغييره قبل رفع السرية؛ في الإجابة على استفسارات حرية المعلومات، وعلى الحكومة أن تستجيب لهذه المعارض (خريطة الجرووم وNAFR كامل) وعلى ما يبدو تم تدميرها. تيرا صور الأقمار الصناعية (التي كانت متاحة للجمهور) أزيلت من خوادم الشبكة (بما في ذلك مايكروسوفت Terraserver ") في عام 2004، ، وأحادية اللون من 1 م قرار هيئة المسح الجيولوجي الأمريكية تنقيح البيانات المتاحة للجمهور. وكالة ناسا لاندسات 7 صور لا تزال متاحة (وهذه تستخدم في ناسا العالم الريح). دقة أعلى (والأحدث) الصور من مقدمي صور الأقمار الصناعية الأخرى (بما في ذلك مقدمو الروسي وايكونوس) المتاحة تجاريا. وتظهر هذه، بقدر كبير من التفصيل، وتخطيط المدرج، ومرافق قاعدة والطائرات والمركبات.
حكومة ولاية نيفادا، واعتافها بالمنطقة المحيطة بالقاعدة قد يحمل المنطقة المهملة بعض الإمكانات السياحية، رسميا تسمية هذا القطاعالطريق 375 القريب من المنطقة 51 السريع خارج الأرض"، ونشرت صور وهميه للعلامات على طوله.

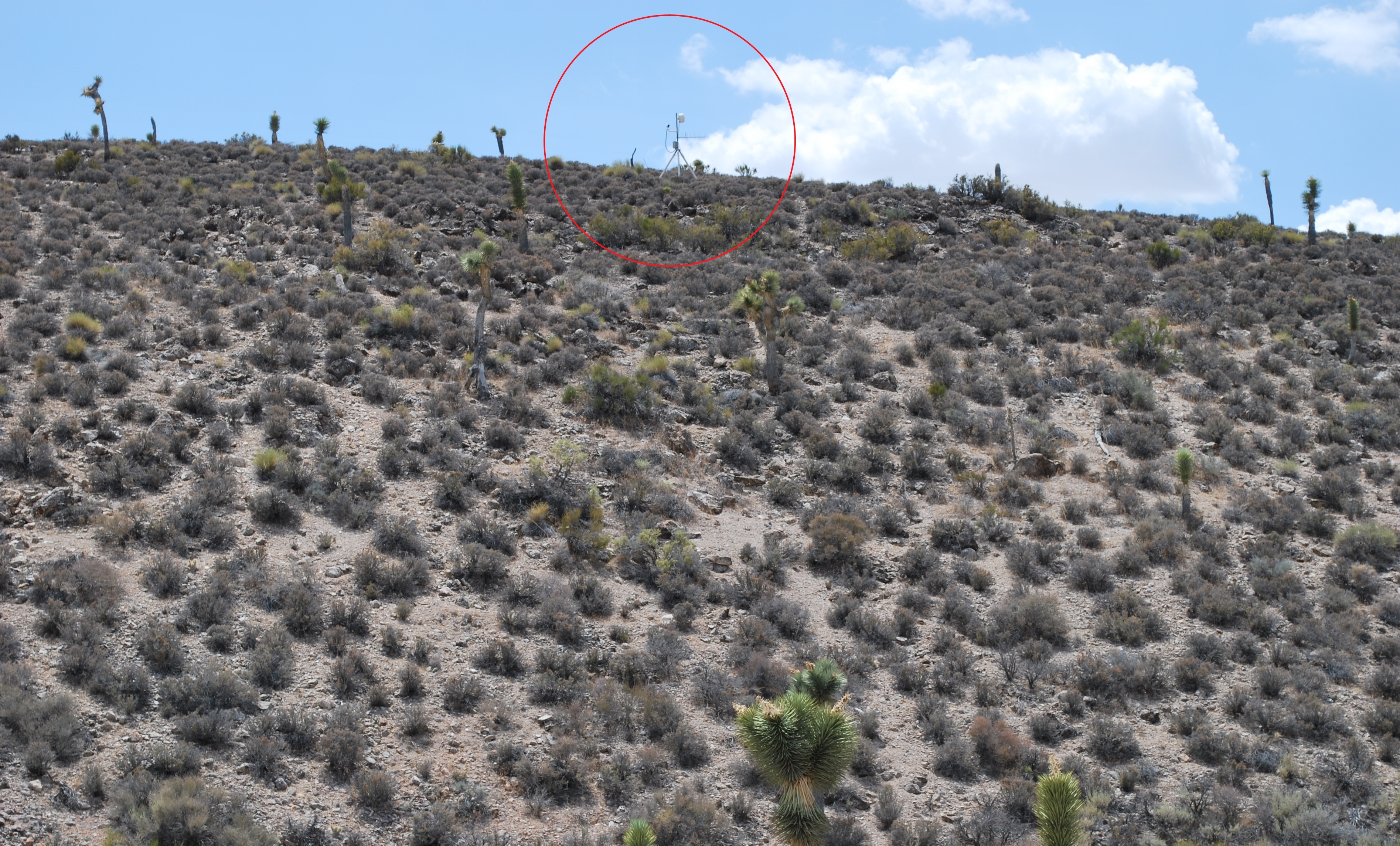
والدوائر التلفزيونية المغلقة والساعات الكاميرا على محيط المنطقة 51

على الرغم من الممتلكات الاتحادية داخل قاعدة معفاة من الضرائب الحكومية والمحلية ولكن المرافق المملوكة من قبل مقاولين من القطاع الخاص ليسوا كذلك. الباحث في منطقة 51 غلين كامبل ادعى في عام 1994 أن القاعدة تعلن قيمة ضريبة قدرها مليوني دولار لمقاطعة لينكولن، التي لا تتمكن من الدخول إلى المنطقة لإجراء تقييم.

### دعوى قضائية بيئية

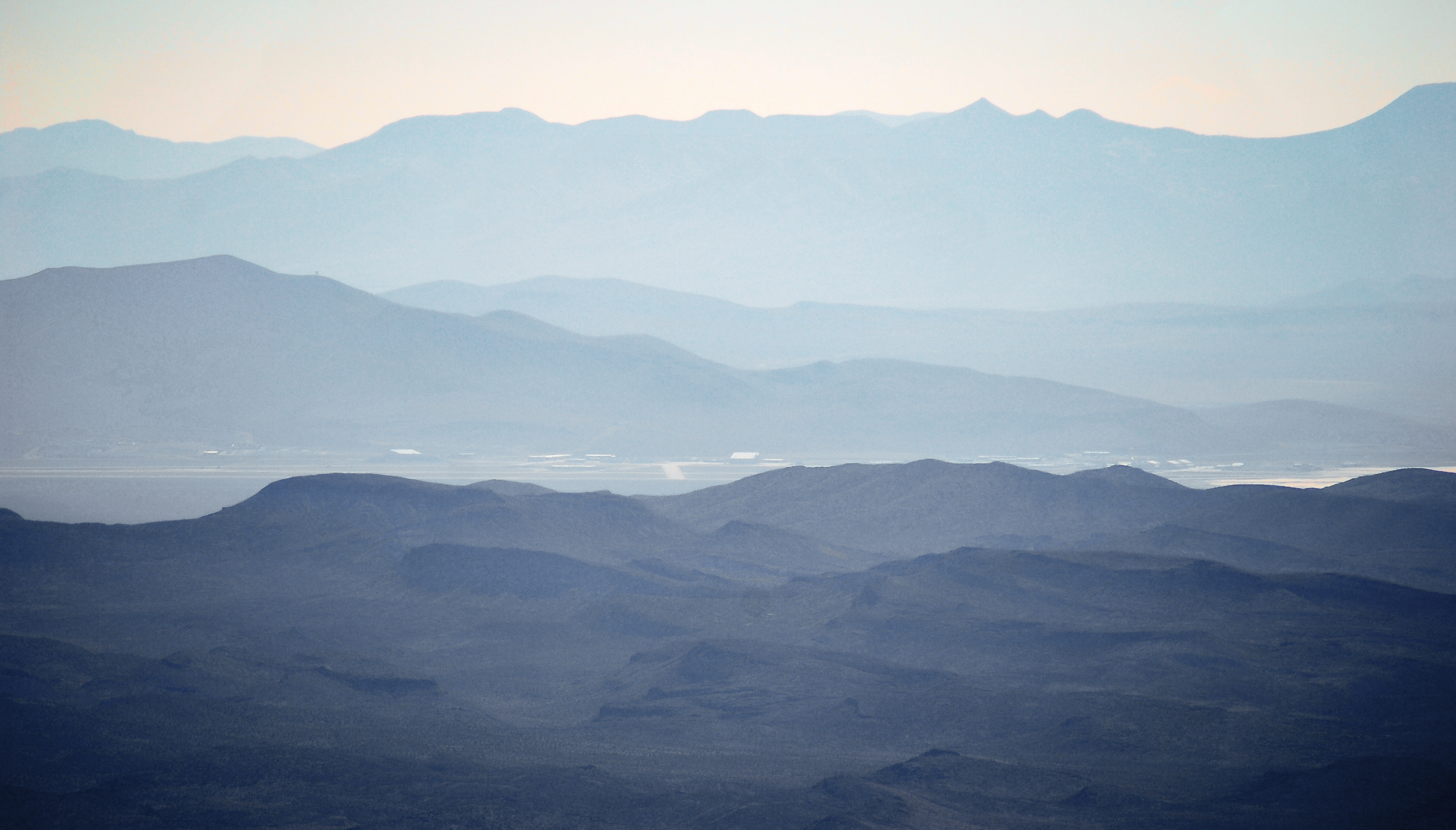
51 منطقة ينظر اليها من بعيد Tikaboo الذروة

في عام 1994، قدم خمسة من المقاولين المدنيين وأرامل المقاولين والتر كازا وروبرت فروست ورفعوا دعوى إلى القوات الجوية الأمريكية ووكالة حماية البيئة بالولايات المتحدة. ورفع الدعوى التي كانت ممثلة في جامعة جورج واشنطن أستاذ القانون جوناثان تورلي، ثم زعموا أثناء حضورهم أنه حرقت كميات كبيرة من مواد كيميائية غير معروفة في حفر مفتوحة وخنادق عند الجرووم. وحللت العينات المأخوذة من المشتكين من قبل الكيميائيين الحيويين في جامعة روتجرز، الذين وجدوا فيها مستويات مرتفعة من الديوكسين، وثنائي بنزوفيوران، ووثلاثي كلور في دهون أجسامهم. ادعي المشتكين أنها قد لحقت بالجلد، والكبد، وإصابت الجهاز التنفسي بسبب عملهم في الجرووم، وهذا قد ساهم في وفاة وكازا فروست. وكانت الدعوى للتعويض عن الجروح التي أصيبوا بها، مدعين أن القوات الجوية الأمريكية عملت بصورة غير قانونية على معالجة المواد السامة، وبأن وكالة حماية البيئة قد فشلت في أداء واجبها لتطبيق حفظ الموارد واستخلاصها طبقا للقانون (الذي يحكم التعامل مع المواد الخطرة.) وسعوا أيضا للحصول على معلومات مفصلة حول المواد الكيميائية التي تعرضوا لها، بأمل أن يسهل ذلك في المعالجة الطبية للناجين. وكان عضو الكونغرس لي هاملتون، الرئيس السابق لمجلس النواب
لجنة الاستخبارات، قد صرح لمراسل 60 دقيقة ليزلي ستال «: أن القوات الجوية تصنف جميع المعلومات حول منطقة 51 من أجل حماية أنفسهم من دعوى قضائية.» 
نقلا عن امتياز أسرار الدولة، التمست الحكومة للمحكمة قاضي المحكمة الجزئية الأمريكية فيليب برو (لمحكمة مقاطعة الولايات المتحدة لمنطقة ولاية نيفادا في لاس فيغاس) عدم السماح بالكشف عن أي وثائق سرية أو استجواب للشهود، زاعمة أن هذا من شأنهِ أن يكشف عن معلومات سرية تهدد الأمن الوطني. عندما رفض القاضي برو حجة الحكومة، أصدر الرئيس بيل كلينتون على القرار الرئاسي، وإعفاء ما وصفته ب «ان القوات الجوية تشغل الموقع الأدنى ببحيرة جرووم، ولاية نيفادا» من الكشف عن القوانين البيئية. وبالتالي، برو رفض الدعوى بسبب عدم كفاية الأدلة. تورلي ناشدت محكمة الاستئناف الأمريكية للدائرة التاسعة، على أساس أن الحكومة اساءت استخدام السلطة لتصنيف المواد. سكرتير القوات الجوية شيلا E. يدنول قدم موجزا التي تنص على أن الكشف عن المواد الموجودة في الهواء والماء بالقرب من الجرووم «يمكن أن تكشف عن القدرات العملياتية العسكرية أو طبيعة ونطاق العمليات السرية.» الدائرة التاسعة رفض نداء تورلي، ، ورفضت المحكمة العليا الأمريكية الاستماع اليه، واضعا حدا لقضية المشتكيين.
والرئيس لا يزال يصدر سنويا المصير استمرار الاستثناء الجرووم. هذا، وبالمثل الضمني الصياغة المستخدمة في الاتصالات الحكومية الأخرى، هو الاعتراف الرسمي الوحيد لحكومة الولايات المتحدة من أي وقت مضى نظرا لأن بحيرة جرووم هو أكثر من مجرد جزء آخر من التعقيد نيليس.
مذكرة سرية حول المناولة المأمونة للإف 117 البومة المادية ونشر على موقع للقوات الجوية في عام 2005. ناقش هذه المواد ذاتها التي طلب الشاكين معلومات عنها (معلومات كانت الحكومة قد زعمت انها سرية). المذكرة ازيلت بعد فترة وجيزة من علم الصحفيين بها.

### 1974 سكايلاب والتصوير الفوتوغرافي
في كانون الثاني 2006، نشر مؤرخ الفضاء دواين أ يوم مقال نشر في المجلة الإلكترونية الطيران والفضاء استعراض بعنوان «رواد الفضاء والمنطقة 51 : حادث سكايلاب». المقال كان مبنيا على مذكرة مكتوبة في عام 1974 إلى مديروكالة المخابرات المركزية يام كولبي من قبل عملاء مجهولين لوكالة الاستخبارات المركزية. وذكرت المذكرة أن رواد الفضاء على متن سكايلاب 4، وذلك كجزء من برنامج أوسع نطاقا، عن غير قصد بالتقاط صور لموقع الذي قالت المذكرة:
على الرغم من أن اسم الموقع تم حجبه، وأدت سياق اليوم إلى الاعتقاد بأن هذا الموضوع كان بحيرة جرووم. كما لاحظت اليوم:
المذكرة اوضحت النقاش بين وكالات اتحادية بشأن ما إذا كان يجب تصنيف الصور، مع وزارة الدفاع وكالات بحجة أنه ينبغي، وناسا وزارة الخارجية الاميركية يجادل ضد التصنيف. المذكرة نفسها أسئلة شرعية صور سرية إلى أن التصنف بأثر رجعي.
ملاحظات على المذكرة،  مكتوبة بخط اليد على ما يبدو من قبل الحركة (مدير الاستخبارات المركزية) كولبي نفسه، نصها كما يلي:
1. USSR has it from own sats
2. What really does it reveal?
3. If exposed, don't we just say classified USAF work is done there?»

وثائق رفعت عنها السرية لا تكشف عن نتائج المناقشات التي تدور بشأن تصوير سكايلاب. من وراء الكواليس مناقشات جدلية كما ثبت في صورة ظهرت في الحكومة الاتحادية أرشيف صور الأقمار الصناعية جنبا إلى جنب مع بقية سكايلاب 4 صور فوتوغرافية، من دون أن يلاحظ أحد سجل حتى اليوم انها حددت في عام 2007.

## الطبق الطائر وغيرها من نظريات المؤامرة بشأن منطقة 51
لطبيعتها السرية وفيما لا شك فيه بحوث تصنيف الطائرات، إلى جانب تقارير عن الظواهر غير العادية، قد أدت الي ان تصبح منطقة 51 مركزا للاطباق الطائرة الحديثة ونظريات المؤامرة. بعض الأنشطة المذكورة في مثل هذه النظريات في منطقة 51 تشمل ما يلي:
- التخزين، والفحص، والهندسة العكسية للمركبة الفضائية الغريبة المحطمة (بما في ذلك مواد يفترض ان تعافى في روزويل)، ودراسة شاغليها (حية أو ميتة)، وصناعة الطائرات على أساس التكنولوجيا الغريبة.
- اجتماعات أو تنفيذ المشاريع المشتركة مع كائنات فضائية.
- تطوير أسلحة الطاقة الغريبة (لالمكانية التطبيقات أو غير ذلك) أو وسيلة للمراقبة الجوية.
- تطوير الوقت الذي يستغرقه السفر وتحريك تخاطري بالتكنولوجيا.
- تطوير نظم الدفع الغريبة وغير العادية المتصلة برنامج أورورا.
- الأنشطة ذات الصلة الغامضة حكومة عالمية واحدة أو منظمة 12 المهيبة.

كثير من الفرضيات المقلقة لمنشآت تحت الأرض في الجرووم أو في بحيرة الهندي الأحمر، و 8.5 ميلا إلى الجنوب، وتشمل المطالبات من عابرة القارات ونظام السكك الحديدية تحت الأرض، ومهبط للطائرات المخفي (الملقب ب «مهبط شيشاير»، بعد لويس كارول شيشاير القط) الذي يظهر لفترة وجيزة عندما يتم رش الماء على الأسفلت المغطي، والهندسية القائمة على التكنولوجيا الغريبة. العلنية للجمهور متاحة من الأقمار الصناعية، ومع ذلك، يكشف بوضوح مدرجات الهبوط وضوحا في بحيرة جرووم الجافة، ولكن ليس على بحيرة الهندي الأحمر.
قدامى المحاربين من المشاريع التجريبية مثل اوكسكارت ونيرفا في 51 منطقة نتفق على أن عملهم (بما في ذلك 2,850 اوكسكارت الرحلات التجريبية وحدها) دون قصد، دفعت العديد من مشاهد الجسم الغريب وشائعات أخرى:
في حين أنها تنكر وجود منظومة واسعة للسكك الحديدية تحت الأرض، وكثير من عمليات منطقة 51 لم (ويفترض أنها لا تزال) تحدث تحت سطح الأرض.
لقد زعم العديد من الناس معرفة الأحداث في منطقة 51 لدعم نظريات المؤامرة. وقد شملت بوب لازار، الذي ادعى في عام 1989 بأنه كان يعمل في المنطقة 51 في دإ 4 (مرفق في بحيرة الهندي الأحمر)، حيث تم التعاقد معهم للعمل مع المركبة الفضائية الغريبة الني كانت في حوزة الحكومة الأمريكية. وبالمثل، فيلم وثائقي عن دريم لاند في 1996 إخراج بروس بورغيس تضمنت مقابلة مع مهندس ميكانيكي 71 عاما الذي ادعى أنه أحد العاملين السابقين في 51 منطقة خلال 1950. وشملت مزاعمه بأنه كان يعمل على «محاكاة الطيران القرصي» الذي كان يستند على قرص منشؤها من خارج الأرض وتحطمت المركبة التي كانت تستخدم لتدريب الطيارين الأمريكيين. وادعى أيضا أنه عمل مع أحد من خارج الكرة الأرضية وتحمل اسم «جي رود»، ووصف بأنه مترجم «توارد خواطر». في عام 2004، دان Burisch (اسم مستعار لدان كرين) ادعت أنها عملت على استنساخ الفيروسات الغريبة في منطقة 51، أيضا جنبا إلى جنب مع الغريبة المسماة «جي رود». مؤهلات Burisch العلمية هي موضع جدل كبير، حيث أنه كان يعمل في لاس فيغاس ضابط المشروط في عام 1989 وفي الوقت نفسه حصل علي الدكتوراه في جامعة ولاية نيويورك.

## الصورة في وسائل الإعلام والثقافة الشعبية
الثقافة الشعبية في كثير من الأحيان يصور منطقة 51 كملاذ آمن للكائنات فضائية. نظريات المؤامرة العديدة المحيطة بها في المنطقة 51 قد منحتها لمحة مرتفعة إلى حد ما في الثقافة الشعبية، وتحديدا في مجال الخيال العلمي. العشرات من الأفلام والبرامج التلفزيونية تتعامل مع الأحداث الروائية في الموقع. وفيما يلي قائمة وسائل الإعلام مثل:
- في 1996 عمل فيلم يوم الاستقلال، والعقدة تظهر أنه قد تم دراسة السفينة المحطمة من حادث روزويل الجسم الغريب لعام 1947. أبطال الفيلم في وقت لاحق جعل الهجوم النهائي من مهابط الطائرات في القاعدة، وفي إشارة إلى حقيقة ثابتة، راندي كويد حرف راسل Casse عند نقطة واحدة تشير إلى القاعدة لا تظهر على خريطة ولاية نيفادا.
- المسلسل التلفزيوني سبعة أيام وقعت إلى حد كبير داخل المنطقة 51 المعقدة نفسها، مع قاعدة وصفت بأنها سرية تديرها وكالة الأمن القومي (وكالة الأمن القومي) العملية التي استخدمت في مكينة السفر عبر الزمن ممكنا بفضل التكنولوجيا الغريبة التي نجت من عام 1947 في حادثة روزويل.
- لارا كروفت اخترقت المنطقة 51 في تومب رايدر 3. ويجب أن تجد حجرا خاص يسمى "115 عنصر ".
- جوانا دارك تتسرب الي منطقة 51 في لعبة فيديو الظلام الكامل. لها أهداف هي لقاء مع عميل سري زميل، العثور على مختبر لتشريح الجثة ويفترض أن يكون كائن فضائي التي يطلق عليها اسم «الفيس»، والخروج بنجاح.
- في بداية ولاية انديانا جونز ومملكة الجمجمة من كريستال «هنغار 51» هو كشف موقع مستودع الحكومة فيها تابوت العهد تم تخزينها في نهاية غزاة الفلك المفقود، وحيث لجنة أمن الدولة وكلاء الذهاب لاسترداد ما تبقى من الغريبة روزويل، كشفت في نهاية المطاف إلى أن يكون interdimensional يجري مع هيكل عظمي بلوري. الكاتب ديفيد كويب اعترف عدد 51 مرجعا للمعتقدات الشعبية حول العلاقة بين روزويل والمنطقة 51.[49]
- في المسلسل التلفزيوني ستارغيت إس جي 1، 51 منطقة يستخدم كأداة للمنشأة لتخزين وبحوث التكنولوجيا خارج الأرض يعود إلى الأرض من كواكب أخرى.
- في الحلقة نايت لجلالة الملك البيدق لإحياء نايت رايدر سلسلة على ان بي سي، يتسرب مايكل نايت لمنشأة تخزين في 51 منطقة، لاسترداد كيت، بعد أن انتزعت من قبل وكلاء وكالة الأمن القومي.
- في سلسلة ميتال جير، 51 منطقة وتبين أن واحدا من المقر الرئيسي للمجموعة تعرف باسم الوطنيين، الذين يتلاعبون بجميع جوانب العالم من وراء الكواليس.
- في هزلية سوبرمان : ابن الأحمر، أبين سور الجسم يتم تخزينه في 51 منطقة بأمر من ج. ادغار هوفر. جون كنيدي في وقت لاحق يعطي ليكس Luthor الوصول إلى القاعدة لتطوير أسلحة لهزيمة الاتحاد السوفياتي.
- لخاتمة لسلسلة وثائقية تلفزيونية أوفو الصيادون، الموسم الثاني، تم تصويره في المنطقة 51 في أكتوبر 2008. وعالية الوضوح لقطات بثتها 25 فبراير 2009 على قناة التاريخ.
- لعبة فيديو تم إصداره من قبل دورة الألعاب ميدواي في عام 2005، وسميت 51 منطقة.
- عنوان وليام شتنر لعام 2002 فيلم "بحيرة جرووم" يشير إلى 51 منطقة، وتدور القصة حول المنطقة 51.

## اقرأ ايضاً
المنطقة 52

## وصلات خارجية
بشكل عام
- منتجع دريم لاند—المفصل من تاريخ المنطقة 51
- روودرنرز انترناسيونال، وهو المشروع الذي يغطي تاريخ U2 ومشاريع البلاكبيرد
- «كيف يعمل في المنطقة 51»، على هاو ستف ووركس

الخرائط والصور
- Dreamland Resort's map of Area 51 buildings
- خريطة طبوغرافية من وادي الاغترابية / الجرووم المنطقة
- صور جوية من عقود مختلفة، مضافين مع خرائط جوجل الواجهة
- صور ماكاران غ ع & محطة والطائرات جانيت
- مسؤول التخطيط الطيران للقوات المسلحة الأنغولية بحيرة جرووم
- صور عالية القرار من المنطقة 51
- «صور تاريخية من بحيرة الجرووم، بحيرة جرووم تعدين مقاطعة» -- إدارة المجموعات الخاصة، مجموعات الصور الرقمية، من جامعة نيفادا، رينو (تمت الزيارة في 30 يناير 2009)